# Marcel Dieulafoy
Pour les articles homonymes, voir Dieulafoy.

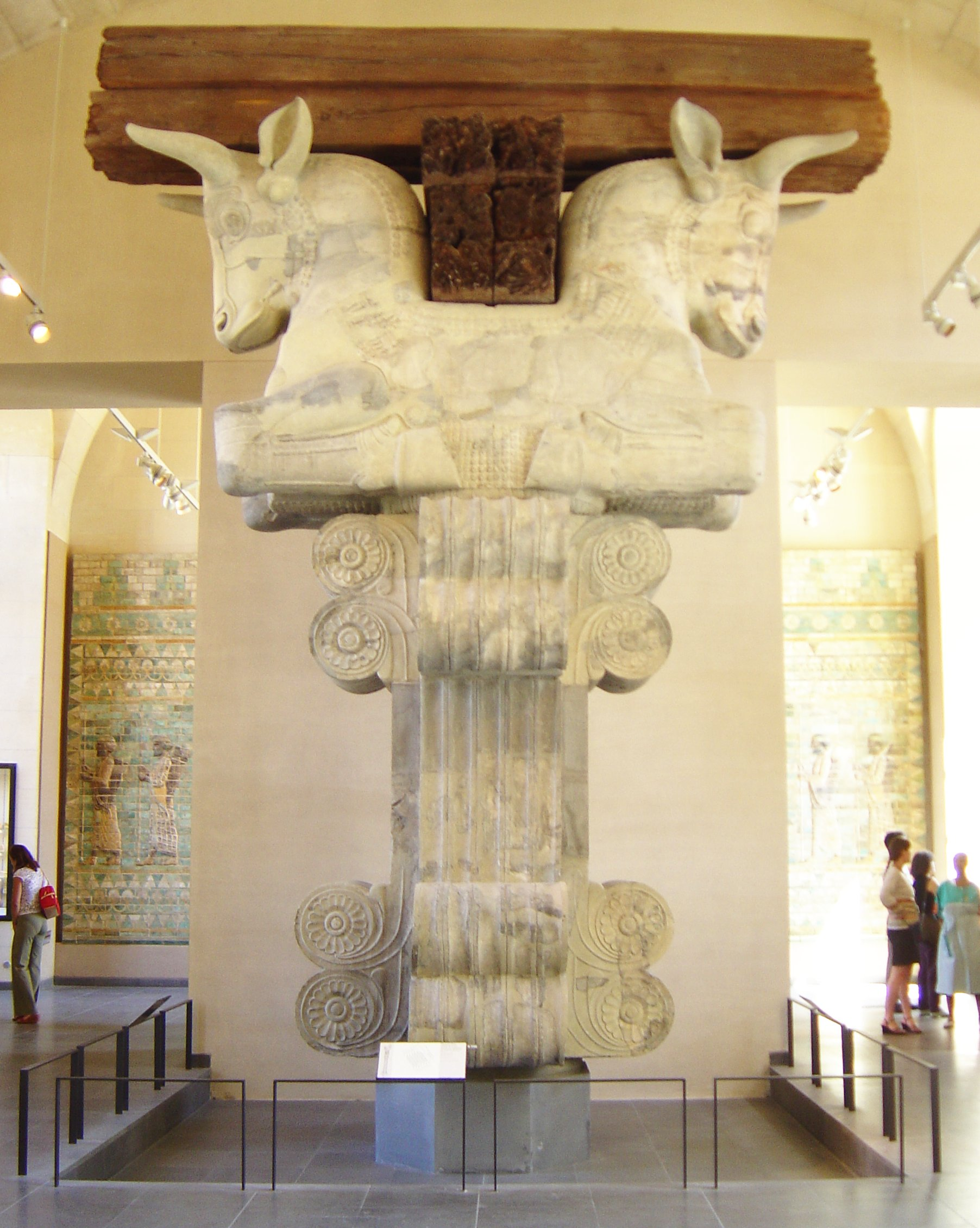
Colonne à chapiteau fait de deux protomés de taureaux (vers 510 av. J.-C.), excavée par Dieulafoy à Suse, aujourd'hui au département des antiquités orientales du Louvre.

Marcel-Auguste Dieulafoy, né à Toulouse le 3 août 1844 et mort à Paris le 24 février 1920, est un archéologue français. Il était l'époux de l'archéologue Jane Dieulafoy.

## Biographie

### Études et jeunesse

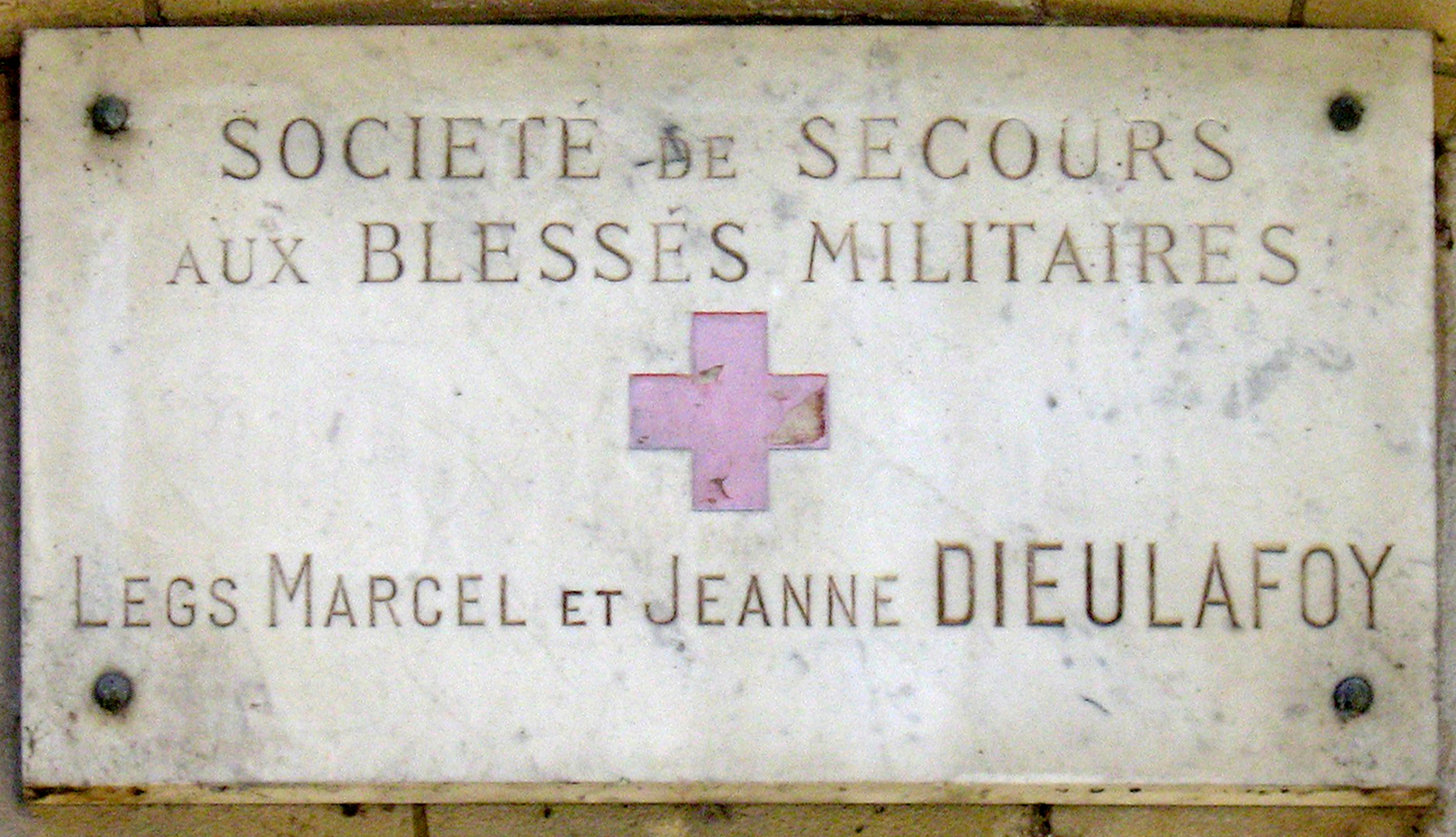
Plaque au n°12 rue Chardin (16e arrondissement de Paris).

Frère cadet de Paul Georges Dieulafoy, Marcel Dieulafoy est reçu à l'École polytechnique en 1863, puis devient ingénieur des ponts et chaussées. En 1868, il est affecté à son premier poste à Aumale (aujourd'hui Sour El-Ghozlane en Algérie).
C'est à cette occasion qu'il découvre l'Orient et les antiquités, deux orientations qui seront déterminantes dans sa carrière.
En 1870, il se marie avec Jane Magre, née le 29 juin 1851 et morte le 25 mai 1916, qui sera connue sous son nom d’usage de Jane Dieulafoy, et vécut sous l'apparence (coiffure et vêtements) d'un homme ; elle devient archéologue à ses côtés et l'accompagne dans ses voyages.

### Carrière
Marcel Dieulafoy s'intéresse de plus en plus à l'archéologie et commence à fréquenter Viollet-le-Duc vers 1880. Un peu plus tard la même année, il quitte son poste et demande à être affecté en Perse sans être payé.
Il visite Athènes et Constantinople sur la route de Téhéran, puis mène une expédition à Suse où il voit les traces du palais exploré par William Loftus trente ans auparavant. Cette brève visite à Suse impressionne beaucoup Dieulafoy, qui retourne en France et exprime le souhait de continuer les fouilles.
Il obtient une modeste somme auprès du département des Antiquités orientales du Louvre, qui vient juste d'être créé, et du ministère de l'Instruction publique.
Les Dieulafoy retournent en Perse en 1884, accompagnés par un jeune ingénieur, Charles Babin, et par le naturaliste Frédéric Houssay ; ils obtiennent du gouvernement persan l'autorisation de fouiller le site de Suse grâce à une intervention de François Tholozan, qui est alors un des médecins de la cour qadjare. La fouille est autorisée à condition que la tombe du prophète Daniel, qui restait un lieu de pèlerinage, ne soit pas touchée par les travaux. De plus, un accord est passé pour partager les trouvailles entre les gouvernements français et persan : les pièces découvertes sont partagées à parts égales, à l'exception des métaux précieux, qui doivent tous être remis aux autorités persanes. Les travaux de fouille ont lieu pendant les hivers 1885 et 1886, et l'objectif de Dieulafoy est alors de terminer l'excavation de l'Apadana, identifié par Loftus.
Les fouilles sont menées dans des conditions difficiles : les chercheurs habitent sous des tentes, exposés à des tempêtes et aux attaques de brigands dans une région où le gouvernement central dispose de peu de pouvoir. L'expédition Dieulafoy réussit tout de même à envoyer de nombreuses découvertes au musée du Louvre.
Après la publication des résultats de sa mission, Dieulafoy a pratiquement cessé de s'intéresser à la Perse. Il prend un poste dans l'administration des chemins de fer français et se lance dans les études bibliques.
Il est élu membre de l'Académie des inscriptions et belles-lettres en 1895 et se concentre à partir de ce moment à la recherche sur l'histoire de l'architecture, notamment avec l'étude de château Gaillard. Il s'intéresse également à l'Espagne et au Portugal, particulièrement dans le domaine de la sculpture.
Au début de la Première Guerre mondiale, Dieulafoy souhaite retourner servir son pays qui entre en guerre, malgré ses soixante-dix ans. Il est envoyé à Rabat en tant que lieutenant-colonel du Génie, ce qui lui donne l'occasion d'organiser des fouilles sur le site de la grande mosquée du sultan Hassan (dont il reste la tour Hassan).
En 1919, veuf depuis trois ans, il envoie sa dernière publication à l'Académie, sur le sujet biblique de Daniel et Balthazar et meurt l'année suivante après une courte maladie.
Le couple vivait 12 rue Chardin (16e arrondissement de Paris), dans un hôtel particulier construit par l'architecte Joseph Vaudremer, ami de Marcel Dieulafoy. Il est légué après leur mort à la Société de secours aux blessés militaires.

## Ouvrages
- L'Art antique de la Perse, 5 vols. in folio, 1884-1889
- Suse, journal des fouilles, Paris, 1888
- L'Acropole de Suse : d'après les fouilles exécutées en 1884, 1885, 1886, sous les auspices du Musée du Louvre. Librairie Hachette, Paris 1890
  - 1-2 Getty Research Institute = Internet Archive
  - 3-4 Getty Research Institute = Internet Archive
- David the King : a historical inquiry. T. F. Unwin, London 1902 University of California Libraries
- Espagne et Portugal. (»Ars Una : Species Mille ; Histoire générale de l'art«) Hachette, Paris [1913] Internet Archive
  - version allemande Geschichte der Kunst in Spanien und Portugal : Mit 745 Abbildungen und 4 Farbentafeln. J. Hoffmann, Stuttgart 1913 Internet Archive
  - version anglais Art in Spain and Portugal. (»Ars Una : Species Mille ; General History of Arts«) C. Scribner's sons, New York 1919 Internet Archive